# El Hoyo de Pinares
El Hoyo de Pinares é um município da Espanha, localizado na província de Ávila, comunidade autónoma de Castela e Leão, e possui uma área de 80,51 km² e com população de 2.364 habitantes (2007) e densidade populacional de 29,44 hab/km².

## Demografia
| Variação demográfica do município entre 1991 e 2004 | Variação demográfica do município entre 1991 e 2004 | Variação demográfica do município entre 1991 e 2004 | Variação demográfica do município entre 1991 e 2004 |
| --------------------------------------------------- | --------------------------------------------------- | --------------------------------------------------- | --------------------------------------------------- |
| 1991                                                | 1996                                                | 2001                                                | 2004                                                |
| 2591                                                | 2525                                                | 2345                                                | 2367                                                |